# Mochtar Lubis

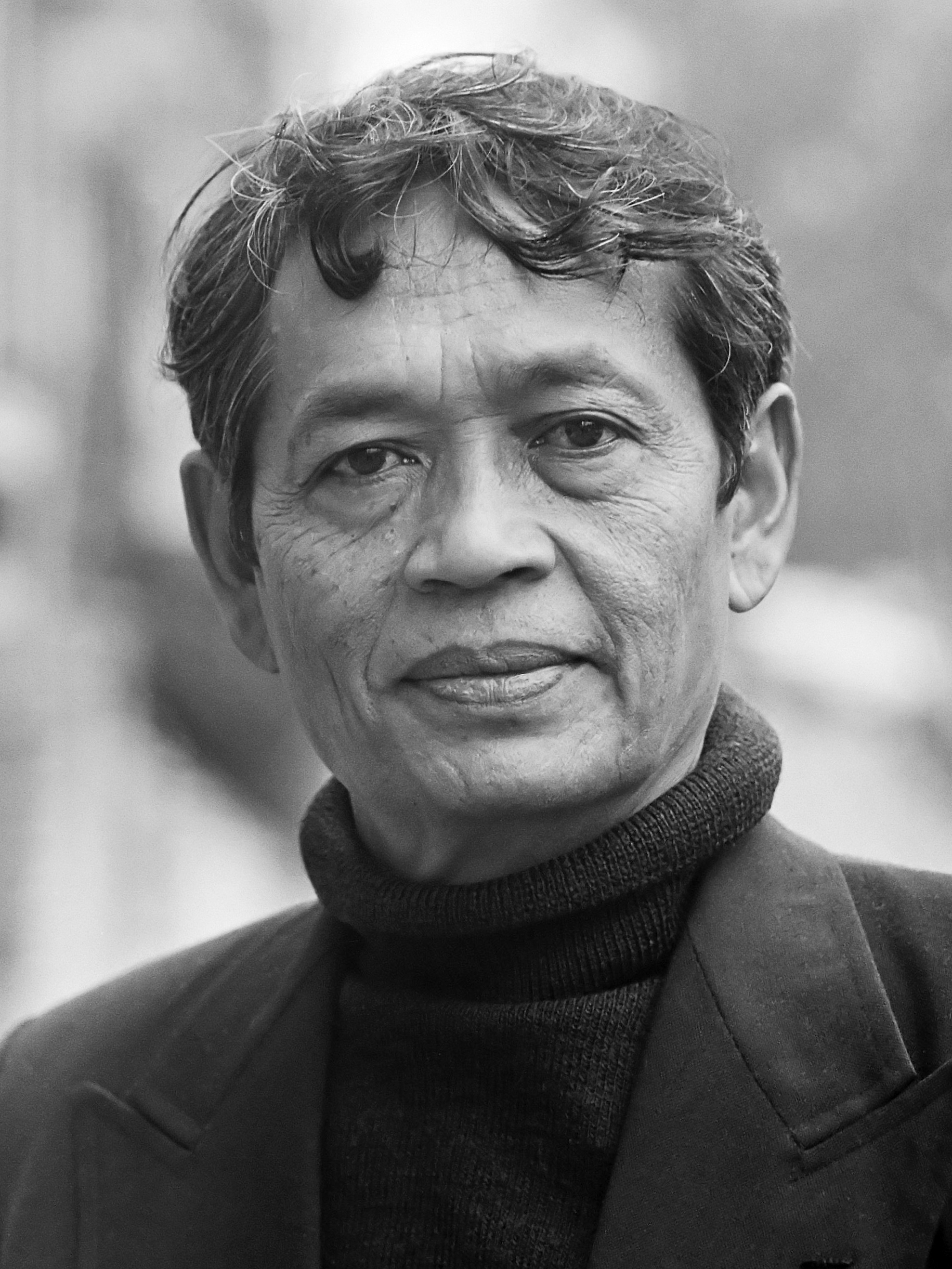
Mochtar Lubis (1979)

Mochtar Lubis (Padang, 7 de marzo de 1922 – Yakarta, 2 de julio de 2004) fue un escritor y periodista indonesio, muy crítico con Sukarno, quien llegó a encarcelarlo.
Nacido en Sumatra Occidental, se casó con Siti Halimah y tuvieron dos hijos y una hija. Su madre era minangkabau, y su padre un alto funcionario batak durante la colonización neerlandesa que terminó de demang de Kerinci. 
Tras sus estudios secundarios, enseñó matemáticas y neerlandés en la isla de Nias (1939-1941) y más tarde trabajó un año en una banco de Batavia y luego en Yakarta para una radio militar japonesa. Al declarar la independencia Indonesia en 1945, trabajó en la editorial Antara y en 1949 cofundó y dirigió Indonesia Raya.
Fue uno de los primeros miembros del International Press Institute en 1952 y se unió al Congreso por la Libertad de la Cultura en 1967.
Falleció tras llevar años diagnosticado de alzhéimer con 82 años.

## Obra
- Si Jamal, 1950
- Perrempuan,1956
- Twilight in Jakarta, 1963
- Maut dan Cinta, 1971
- Harimau! Harimau, 1975

## Premios
- Premio Ramón Magsaysay, 1958